# Zudausques
Zudausques é uma comuna francesa na região administrativa de Altos da França, no departamento de Pas-de-Calais. Estende-se por uma área de 7,24 km². Em 2010 a comuna tinha 987 habitantes (densidade: 136,3 hab./km²). O território da comuna está localizado no Parque Natural Regional Caps et Marais d'Opale.